# Mouvement des citoyens (Islande)
Pour les articles homonymes, voir Mouvement des citoyens et MDC.
Le Mouvement des citoyens (en islandais, Borgarahreyfingin) est un ancien parti politique islandais fondé en février 2009 et dissout en 2012.
Ses deux dirigeants principaux (président et vice-présidente) sont : Herbert Sveinbjörnsson et Birgitta Jónsdóttir.
Lors des élections de 2009, il remporte 13 519 voix (7,2 % ; + 7,2) ce qui lui donne 4 députés (+ 4). Le parti est né de la crise qui s’est abattue sur l’Islande en octobre 2008.
Avec le départ d'un député en 2009, il devient le Mouvement, avec trois députés à l'Althing.
En 2012, il fusionne avec Le Mouvement et le Parti libéral pour donner naissance au parti Aube.

## Résultats électoraux
| Élection | Voix   | %    | Sièges |
| -------- | ------ | ---- | ------ |
| 2009     | 13 519 | 7,22 | 4 / 63 |